# Енгелберт III (Горица)
Енгелберт III (на немски: Engelbert III von Görz, † 1220) от род Майнхардини, е граф на Графство Горица от 1191 до 1220 г.

## Произход и управление
Той е син на марк- и пфалцграф Енгелберт II от Горица († 1 април 1191) и на Аделхайд фон Шайерн-Валей, дъщеря на граф Ото I фон Дахау-Валей († 1130) от фамилията Вителсбахи и съпругата му Аделхайд фон Вайлхайм.
През 1191 г. той поема управлението на Горица, което след смъртта му наследява неговият по-малък брат Майнхард II (1160 – 1231). По време на управлението му Енгелберт взема титлата на фогт на Аквилея. Освен това той е също фогт на Милщат.

## Фамилия
Първи брак: през 1183 г. с Матилда (Махтелд)
Втори брак: през 1190 г. с Матилда (Мехтхилд) фон Андекс († 17 януари 1245), графиня на Пазин, дъщеря на граф Бертхолд III фон Андекс († 1188), маркграф на Марка Истрия и първата му съпруга Хедвиг фон Дахау-Вителсбах (1117 – 1174), дъщеря на пфалцграф Ото V от Шайерн-Вителсбах († 1156) от Бавария, и правнучка на император Хайнрих IV. Чрез тази женитба Енгелберт III наследява за фамилията си титлата фогт цу Паренцо и цу Митербург. Те имат един син:
- Майнхард III (1194 – 1258), наследява чичо си като граф на Горица